# Carlos Neder
Carlos Alberto Pletz Neder (Campo Grande, 29 de dezembro de 1953 – São Paulo, 25 de setembro de 2021), mais conhecido como Carlos Neder, foi um médico e político brasileiro, filiado ao Partido dos Trabalhadores (PT). Em seus mandatos como parlamentar atuava nas áreas de saúde, educação e economia solidária.

## Biografia
Nascido em Campo Grande, Carlos Neder  mudou-se para São Paulo na década de 70  a fim de estudar na Faculdade de Medicina da Universidade de São Paulo. Já nessa época,  inicia sua militância nos movimentos populares pela saúde pública dos distritos de São Mateus e Itaquera, ambos na zona leste da cidade de São Paulo, onde atuava  juntamente com os médicos Roberto Gouveia e Eduardo Jorge. Desde então, prossegue a sua militância pelo direito à saúde, colaborando também com a ação pastoral católica,  através da Pastoral de Saúde, da Pastoral Operária e dos Enfermos.
Em 2001, concluiu mestrado em saúde pública pela Unicamp.
Pertence ao PT desde a sua fundação. Foi secretário municipal de Saúde, no governo de Luiza Erundina  (1990-1992).  Exerceu, por quatro legislaturas, o mandato de vereador da cidade de São Paulo  (duas delas como suplente) e, por três vezes, o de deputado estadual por São Paulo, ambas como suplente. Em 3 de janeiro de 2013, assumiu novamente o mandato de deputado estadual, dessa vez como suplente do deputado João Antônio, também do PT.
Enquanto exercia seu terceiro mandato de vereador (concluído em 31 de dezembro de 2012), participou da elaboração da proposta do Plano de Governo de Fernando Haddad, tendo sido responsável, juntamente com Milton Arruda, pelo grupo de trabalho para a área da saúde. Também foi eleito o coordenador-geral do Setorial Estadual de Saúde do PT até 2015 e um dos coordenadores do Setorial Nacional do Saúde do partido. Na Câmara Municipal de São Paulo,   foi membro da Comissão Permanente de Política Urbana, Metropolitana e Meio Ambiente.
Em 2021, Neder morreu vítima da COVID-19.

## Atividade Legislativa
Saúde
- Lei 14 413 - Direitos dos usuários da saúde. Tornou direitos dos usuários dos serviços de saúde na cidade de São Paulo: atendimento digno, atencioso e respeitoso; ser identificado e tratado pelo seu nome, sobrenome ou nome social adotado; receber informações claras, objetiva e compreensíveis sobre os tratamentos e diagnósticos; entre outros.[13]
- Lei 13 325/02 - Criação e organização de Conselhos Gestores nas Unidades do SUS.[14][15]
- Lei 14 670 - Institui o uso das unidades do SUS para promover discussões sobre saúde.[16]

Educação;
- Lei 14 662/08, Decreto 50 738/09 - Criação e organização de Conselhos Gestores dos CEUs.[17]
- Lei 13 941/04, Decreto 46 211/05 - Criação do EDUCOM, programa de educação por rádio  que ensina crianças a fazer programas de rádio na escola.[18]
- Lei 13 096/00, Decreto 42 438/02 - Programa de Prevenção da Violência nas Escolas.[19]

Economia solidária;
- Lei 13 118/01, Decretos 41 044/01 e 51 645/10 - Criação do Banco do Povo, um banco que concede empréstimos a juros subsidiados mais baixos que as redes bancárias voltado a pequenos empreendedores. É o Crédito Popular Solidário.[20][21]
- Lei 14 731/08 - Feira Municipal e Feiras Regionais de Economia Solidária: ECOSOL e ECOSOL Regionais.[22]